# Jacques Martin de Lagarde
Jacques Marie Martin de Lagarde, né à Lodève (Languedoc) le 13 mai 1770, mort dans cette même ville le 30 décembre 1822, est un général français de la Révolution et de l’Empire.

## Biographie
Issu d’une ancienne famille de maîtres tisserands de Lodève, il s’engage en 1792, à l’âge de 22 ans, comme sous-lieutenant au 13e régiment d’infanterie de ligne et sert successivement aux armées du Rhin, de la Moselle (siège de Mayence), puis de Sambre et Meuse. 
Capitaine en 1796, il est affecté à l’armée d'Italie, puis à l'armée d'Orient. Blessé lors de la campagne d’Égypte, il est nommé chef de bataillon par le général Kléber. 
Il sert ensuite à la Grande Armée, s’illustre à la bataille d’Austerlitz où il est blessé au bras droit. 
Colonel en 1807, il est créé baron de l’Empire en 1808 et affecté à l’Armée d'Espagne. 
Général de brigade en 1813, il est nommé à la Garde Impériale, puis à la Grande Armée et prend part aux campagnes d'Allemagne et de France. 
Mis en non-activité en 1814, il sert de nouveau pendant les Cent-Jours et est blessé à la poitrine à la retraite de Namur à l'issue de la bataille de Waterloo. 
Il avait épousé le 1er février 1814 à Mayence Aglaé, Augustine, Marie Schaal (fille du général François Ignace Schaal), dont il eut un un fils (Fulcran, 2ème baron de Lagarde, colonel de cavalerie).

## États de service
- 1792 : Sous-lieutenant au 13e Régiment d'Infanterie ci-devant Bourbonnais (30 juillet) ; à l’armée du Rhin (1792-1793), puis à l’armée de la Moselle (1793-1794), puis à l’armée de Sambre-et-Meuse (2 juillet 1794-1796).
- 1795 : Lieutenant (21 mars) dans la  26e Demi-brigade d'infanterie de ligne de première formation; adjoint à l’adjudant général Escale (20 mai).
- 1796 : Capitaine (21 novembre); à l’armée d'Italie (1796-1798).
- 1798 : A l'armée d'Orient (1798-1801) ; sert à la défense de Kosseïr (14-16 août 1799), blessé lors de l’expédition en Haute-Égypte (1800).
- 1800 : Nommé chef de bataillon provisoire (12 juin) par Kléber ; aide de camp du général Charles Antoine Morand (28 novembre 1800 – 28 mars 1808).
- 1802 : Confirmé par arrêté des Consuls dans le grade de chef de bataillon (28 février).
- 1803 : À l’armée des côtes de l'Océan (1803-1805), au camp de Saint-Omer.
- 1805 : À la Grande Armée (1805-1808) ; à l’état-major de la 1re Division d'Infanterie de la 1re brigade (Morand) du 4e corps (Soult) de la Grande armée (25 septembre) ; blessé au bras droit à la bataille d'Austerlitz (2 décembre).
- 1806 : À la 1re division d’infanterie du 3e corps (Davout) de la Grande Armée (mars).
- 1807 : Colonel (4 mars) ; commande le  21e Régiment d'Infanterie Légère (28 mars) de la division Gazan au 5e corps de la Grande Armée.
- 1808 : Baron de l’Empire par lettres patentes du 26 octobre 1808 (baron Lagarde) ; à l’armée d'Espagne (1808-1813).
- 1811 : Blessé à la bataille d’Albuhera (16 mai).
- 1813 : Général de brigade (30 mai) ; à la 4e division du 2e corps de Jeune garde (Mortier) de la Garde impériale (4 juin) ; sert en Saxe ; commande la 1re brigade de la 51e division d’infanterie du corps d’observation en Bavière (9e corps, Augereau) de la Grande Armée (20 juillet), puis passe au 4e corps de la Grande Armée et prend part à la défense de Mayence (7 novembre).
- 1814 : Mis en non-activité (1er septembre) ; chevalier de Saint-Louis (11 octobre).
- 1815 : Commandeur de la Légion d’honneur ; commande la 2e brigade de la 11e division d’infanterie du 3e corps de l’Armée du Nord (20 avril) ; blessé à la poitrine à l’affaire de Namur (20 juin) ; mis en non-activité (14 septembre).
- 1816 : Titre de baron héréditaire confirmé par Louis XVIII (baron de Lagarde).
- 1818 : Compris comme disponible dans le cadre de l’état-major général de l’armée (30 décembre).

## Armoiries
| Figure | Blasonnement |
|        | Armes de Jacques Martin de Lagarde Écartelé : 1, de sinople à la sphère d'argent, terrassée du même, accosté à dextre d'un livre ouvert du même posé sur un rouleau de papier d'argent et à senestre d'un compas entrouvert du même en fasce ; 2, de gueules à l'épée haute d'argent ; 3, de sable au chevron d'or, acc. en pointe de deux tours crénelées d'or ; 4, d'azur au sauvage au naturel, couché dans l'eau au naturel, parmi les roseaux du même et appuyé sur une urne renversée d'or (on trouve aussi : "au quatrième d'azur au (allégorie d'un) fleuve de carnation appuyé à senestre sur une urne renversée d'or et soutenu d'une rivière et de roseaux au naturel"). |

## Sources
- Révérend vicomte Albert, Armorial du Premier Empire, titres, majorats et armoiries concédés par Napoléon, 4 volumes, Paris, 1894-1897.
- Georges Six, Dictionnaire biographique des généraux et amiraux de la Révolution et de l’Empire (1792-1814), 2 volumes, Paris, Georges Saffroy éditeur, 1934.